# 姉帯城
姉帯城（あねたいじょう）は、岩手県二戸郡一戸町姉帯字館にあった日本の城。一戸町指定史跡。

## 沿革
馬淵川右岸の尾根上にあり、東西120メートル、南北100メートル、馬淵川に面する南側は50mを超える断崖で、西は谷地、東北の尾根に空堀をめぐらす。
ふもとには門前、馬場などの地名を残す。
戦国武将・姉帯氏の本拠地。築城時期は不明。九戸連康の子兼実が、陸奥国糠部郡姉帯村を領し、郷村の在名を氏とした。
天正19年（1591年）の九戸政実の乱において、九戸軍の最前線の城として、姉帯大学と戸田帯力が中心となって230人の将兵が仕置軍と対戦したが、大軍の前には抵抗できず8月24日遂に落城し、9月4日には本拠の九戸城が落城した。
天正20年（1592年）の『諸城破却書上』には「姉帯 山城 破　野田 甚五郎 持分」とあり、破却された。

## 構成
城は大きく分けて2つの郭から構成されている。
東ノ郭は120×100m、西ノ郭は130×60m。
両郭の間は空堀で隔てられている。空堀の深さ・幅ともに20mと伝わる。
西ノ郭側には幅2〜3m、高さ3.5mの土塁が伴っている。
東ノ郭の東端には二重堀切がある。

## 参考資料
- 「角川日本地名大辞典」編纂委員会『角川日本地名大辞典3 岩手県』角川書店、1985年3月8日。ISBN 4-040-01030-2。
- （有）平凡社地方資料センター『日本歴史地名大系 第3巻 岩手県の地名』平凡社、1990年7月13日。ISBN 4-582-91022-X。
- 児玉幸多、坪井清足『日本城郭大系 第2巻 青森・岩手・秋田』新人物往来社、1980年7月15日、326-238頁。